# Гваріно Гваріні
Гваріно Гваріні (італ. Guarino Guarini; 17 січня 1624, Модена — 6 березня 1683, Мілан) — італійський архітектор, математик, богослов, священник-театинець.

## Життєпис
Народився в Модені в 1624 році. Про його батьків немає відомостей.
У 1639 році вступив до ордену театинців. Того ж року переїздить послушником до Риму, де студіює богослів'я, математику, філософію, архітектуру. У 1647 році повертається до Модени, де отримав свячення. Разом з тим отримує звання професора філософії, викладає у школі свого ордену. Водночас виконує низку архітектурних робіт для театинців. У 1654 році стає ректором Ордену в Модені. Утім герцог Альфонс IV д'Есте був проти кандидатури Гваріні. Тому останній залишив Модену, перебравшися в 1655 році до Парми. Там Гваріні виконує різні архітектурні замовлення до 1660 року, коли його запрошують до Мессіни, де він працював до 1662 року. Тут він ретельно займається також математикою. У 1662 році повертається до Модени. Втім того ж року отримує замовлення від мерії Парижу й прямує туди. Тут виконує значний обсяг робіт. Окрім того, продовжує математичні та філософські вправи. Згодом Гваріні мандрує спочатку до Праги, згодом до Португалії, де в Лісабоні виконує низку цікавих архітектурних робіт. У 1666 році переїздить до Турину, де виконує численні роботи для представників Савойської династії.
Помер 6 березня 1683 року в Мілані.

### Творчість

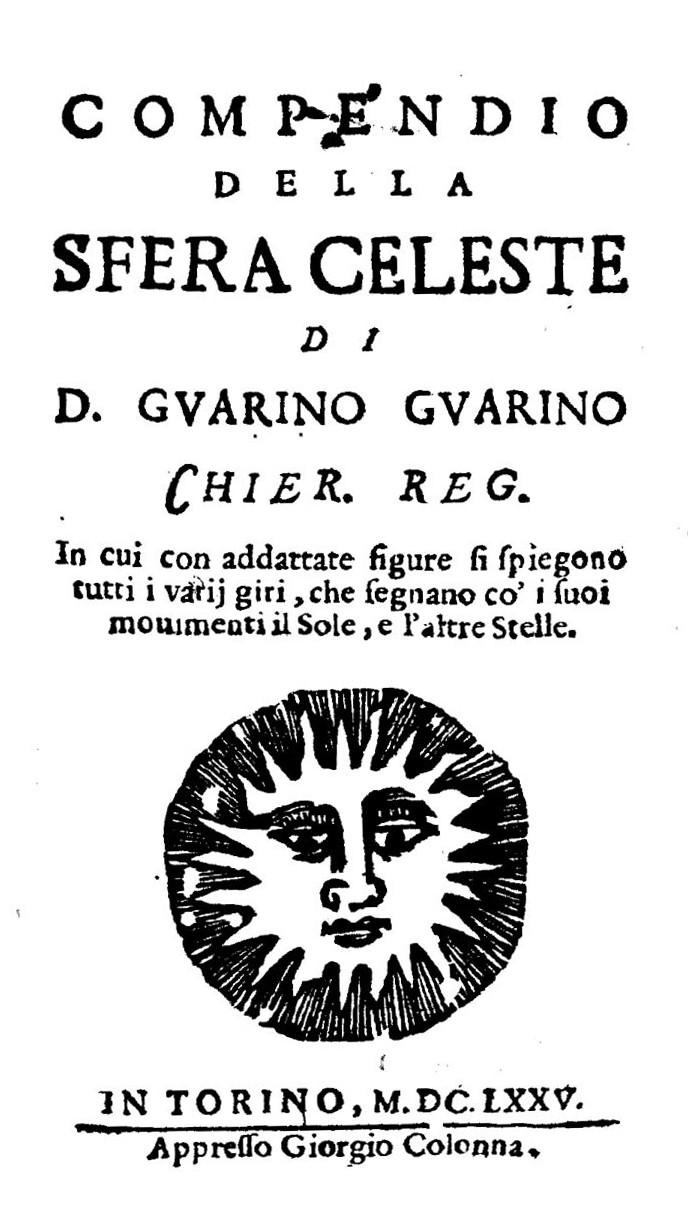
Compendio della sfera celeste

Перебував під могутнім впливом творчості Франческо Борроміні. Його стиль — радикальне бароко, так звана «криволінійна архітектура». При цьому Гваріні застосовував свої знання у стереометрії, найулюбленішою формою його є овал. Проявив себе неабияким майстром віртуозних архітектурних рішень. Не чурався готики, вчився у середньовічних майстрів.
Відомі роботи:
- Церква Святого Вінсента, Модена, 1647 рік
- Церква Сантіссіма Анунціата, Мессіна, 1660—1661 роки
- Церква Сан Філіпо Нері, Мессіна, 1661—1662 роки
- Церква Сан Анна ла Ройаль, Париж, 1662 рік
- Церква Санта Марія Алтетінг, Прага
- Церква Божественного Провидіння, Лісабон
- Церква Святої Плащиниці Туринського собору, 1667—1670 роки
- Церква Сан Лоренцо, Турин, 1668—1680 роки
- Замок Ракконіджи, Турин, 1676—1681 роки
- Палаццо Каріньяно, 1679—1683 роки

Літературні праці:
- Тракт про архітектурні пам'ятки Турину, 1674 рік
- Коментар до праці Евкліда з нарисної геометрії
- «Placita Philosophica» — математично-філософський трактат
- Дисертація щодо геоцентричності Всесвіту.